# Lange Voorhout

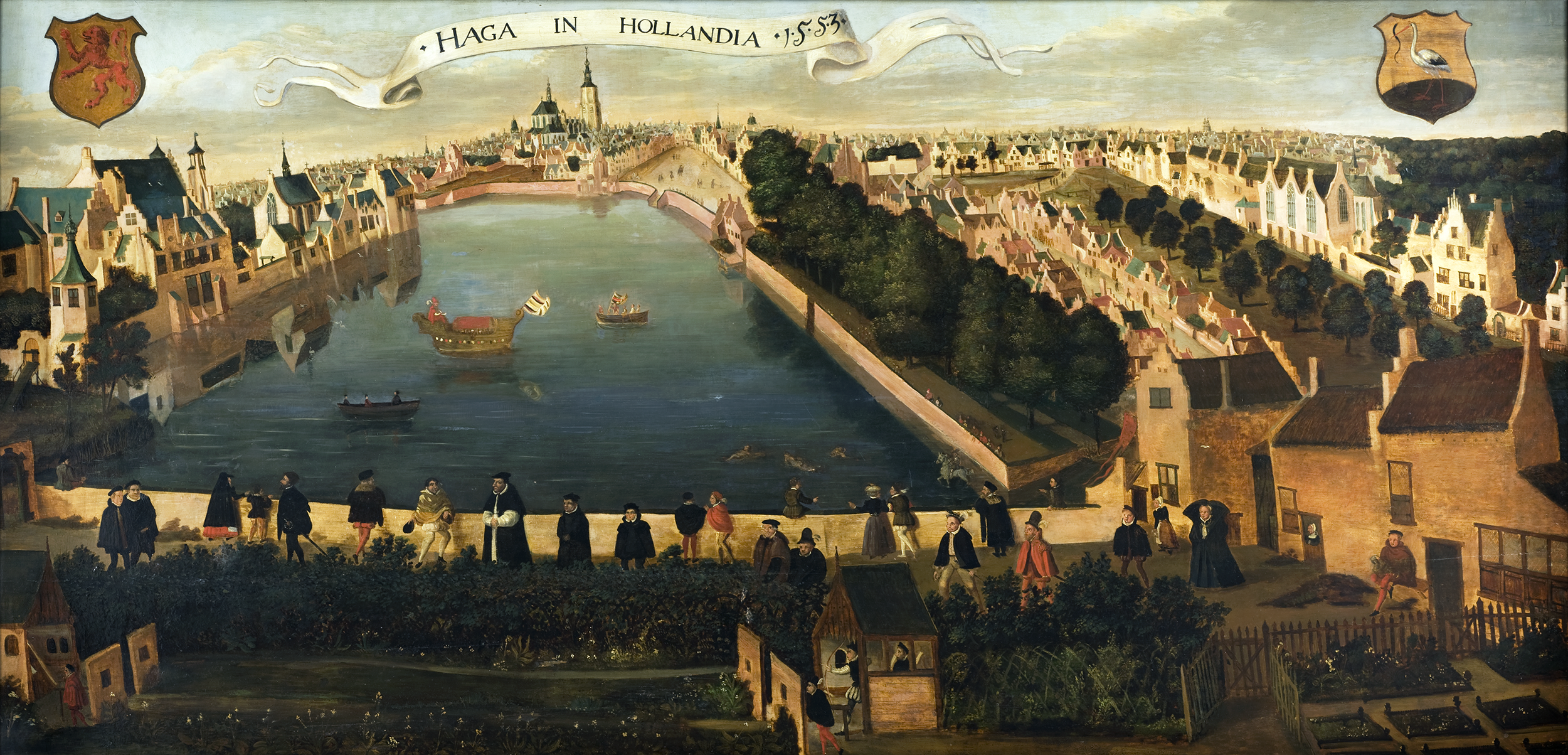
Lange Voorhout (rechts) in de 16e eeuw

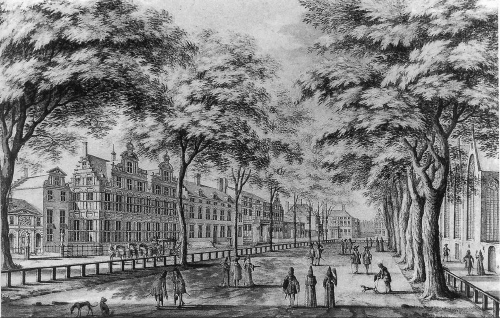
Lange Voorhout in de 17e eeuw

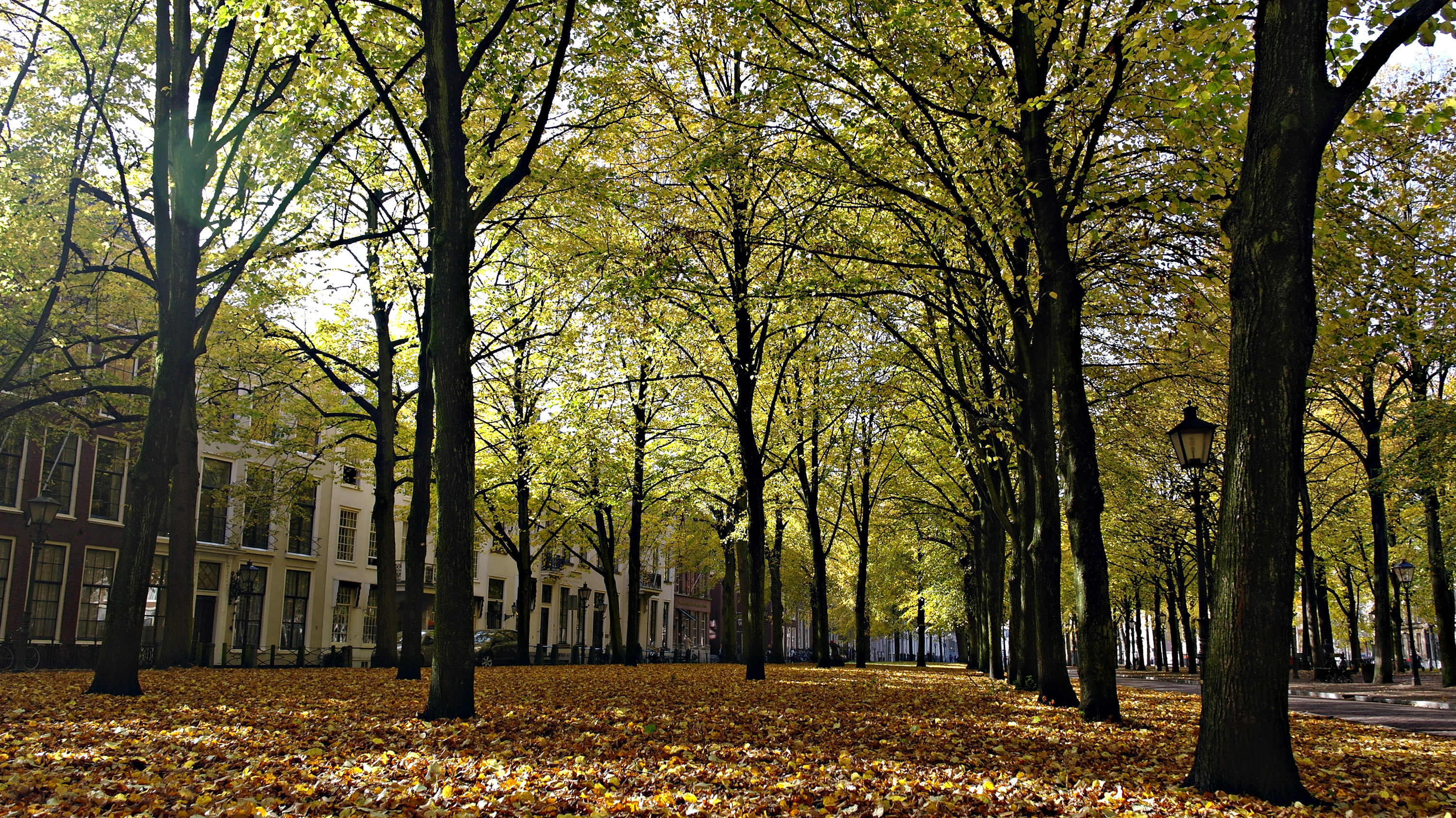
Lange Voorhout in herfsttooi, 2012

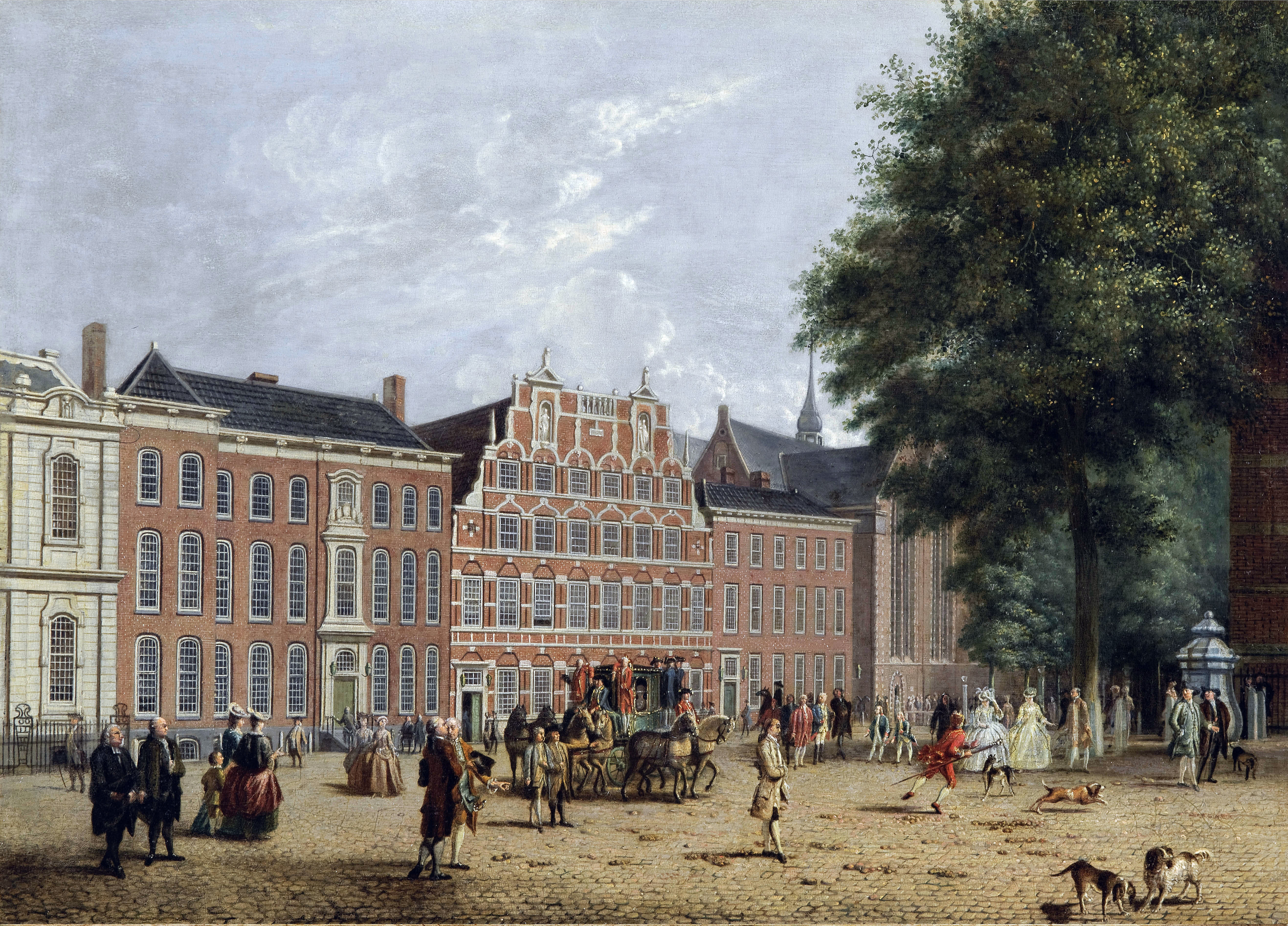
Lange Voorhout in de 18e eeuw

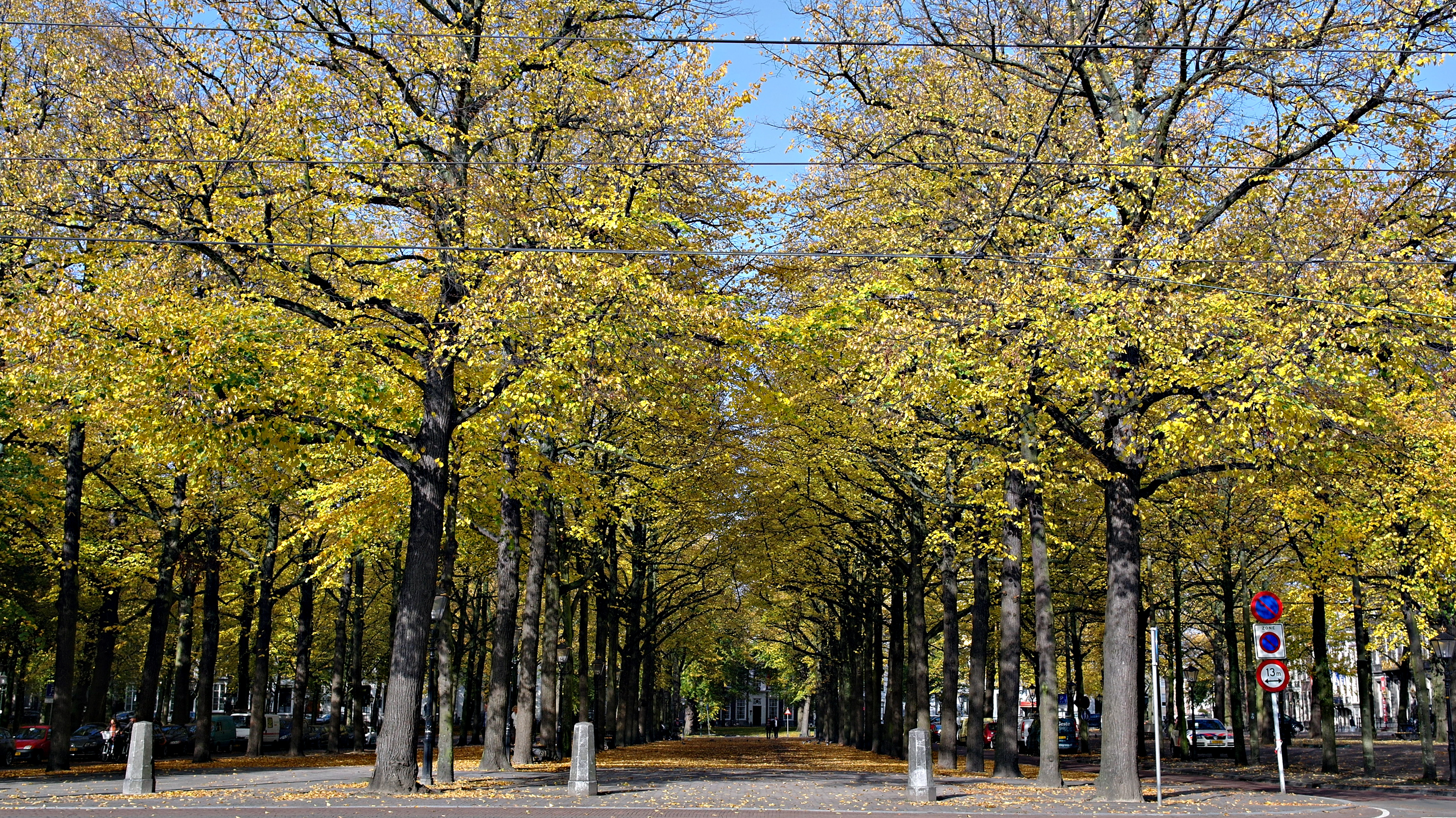
Korte deel van het Lange Voorhout in herfsttooi, 2012

Het Lange Voorhout (Voorhout met klemtoon op de tweede lettergreep) is een van de bekendste en oudste straten van de Nederlandse stad Den Haag. De straat ligt in de buurt Voorhout in de wijk Centrum.

## Geschiedenis

### 15e eeuw
De eerste bebouwing aan het Lange Voorhout verscheen rond het begin van de 15e eeuw. In 1404 schonk Margaretha van Kleef grond aan de Orde der Dominicanen om er een klooster te stichten. Uit die tijd dateert de huidige Kloosterkerk (1420). Het Lange Voorhout, zo genoemd omdat het een uitloper (voor-bos of voor-hout) van het Haagse Bos was, kreeg geleidelijk zijn karakteristieke L-vorm. Deze ontstond achtereenvolgens door de bebouwing van de Lange Vijverberg (1375-1400) en van de strook tussen de Hoge Nieuwstraat en het Voorhout (1400-1475).

### 16e eeuw
Tijdens een verblijf in Den Haag in 1536 gaf keizer Karel V opdracht vier rijen lindebomen 'te planten ende te setten in 't Voorhout van Den Haghe'. Deze bomen geven het Lange Voorhout een statig uiterlijk. In de volksmond werd het Lange Voorhout door deze bomen ook wel de Lindelaan of de Lange Lindelaan genoemd: het versje Liesje Leerde Lotje Lopen Langs de Lange Lindelaan herinnert hier nog aan.

### 17e eeuw
In de Gouden Eeuw is het Voorhout de trefplaats van de Haagse 'beau monde', er wordt geflaneerd.

Op voordracht van prins Maurits is geprobeerd een gracht te maken van het Lange Voorhout. Dit mislukte, waarschijnlijk omdat het Lange Voorhout deels op een zandheuvel ligt.

### 18e eeuw
Het Lange Voorhout stond vol met kleine woningen. In de binnenbocht van het Lange Voorhout staat een pomp uit 1715. In de 18e eeuw werd een groot deel van deze woningen gesloopt en vervangen door de statige panden die er nu nog steeds staan. Veel van deze panden zijn rijksmonument en vallen onder het beheer van monumentenzorg.
Een van de bewoonsters van het Lange Voorhout was Maria Duyst van Voorhout, vrijvrouwe van Renswoude. Zij overleed in 1754 en liet twee miljoen gulden na voor onderwijs in technische beroepen voor begaafde wezen in Den Haag, Delft en Utrecht.

### 19e eeuw
Van 1811 - 1813 werd het Lange Voorhout de Cour Napoleon genoemd, en de Lange Vijverberg de Cour de l'Impératrice. Al gauw werden de oude namen weer gebruikt.
Bekende bewoners waren Alexine Tinne, de ontdekkingsreizigster, en Leopold graaf van Limburg Stirum, lid van het Driemanschap van 1813 en Gouverneur der Residentie.
In 1881 ging er een paardentramlijn rijden over het korte gedeelte. In 1905 werd deze vervangen door de elektrische lijn 1. Deze kwamen vanaf het Plein en gingen via de krappe Denneweg en Nassauplein naar eindpunt Bankaplein.

### 20e eeuw
Op nummer 1 opende Helene Kröller begin 1913 haar eerste museum, waarvan de collectie werd opgenomen in het Kröller-Müller Museum. Het was ook deze locatie waar al eerder Vincent van Gogh voor het eerst exposeerde. In 1931 overleed Anna Pavlova in Hotel Des Indes tijdens haar Europese afscheidstournee.
In 1927 verdwenen de trams van de route via het korte deel van het Lange Voorhout en de Denneweg. De laatste maanden was dat lijn 17; vernummering van lijn 1. Op het korte gedeelte is wel een keerdriehoek blijven liggen, tot in 2017.
Op nummer 7 was het hoofdkwartier van de opperbevelhebber van de Nederlandse landmacht generaal Henri Winkelman. Hier besloot hij op 14 mei 1940 tot de capitulatie aan Duitsland. Een bronzen herinneringsplaquette werd 50 jaar later op de gevel geplaatst. Later huurde de Hoge Raad hier extra ruimte.
In 1940 was er het plan om trambanen te verleggen naar het Lange Voorhout. Mede door protesten van de Algemene Vereniging voor Natuurbescherming voor Den Haag en omstreken ging dit niet door.

### 21e eeuw

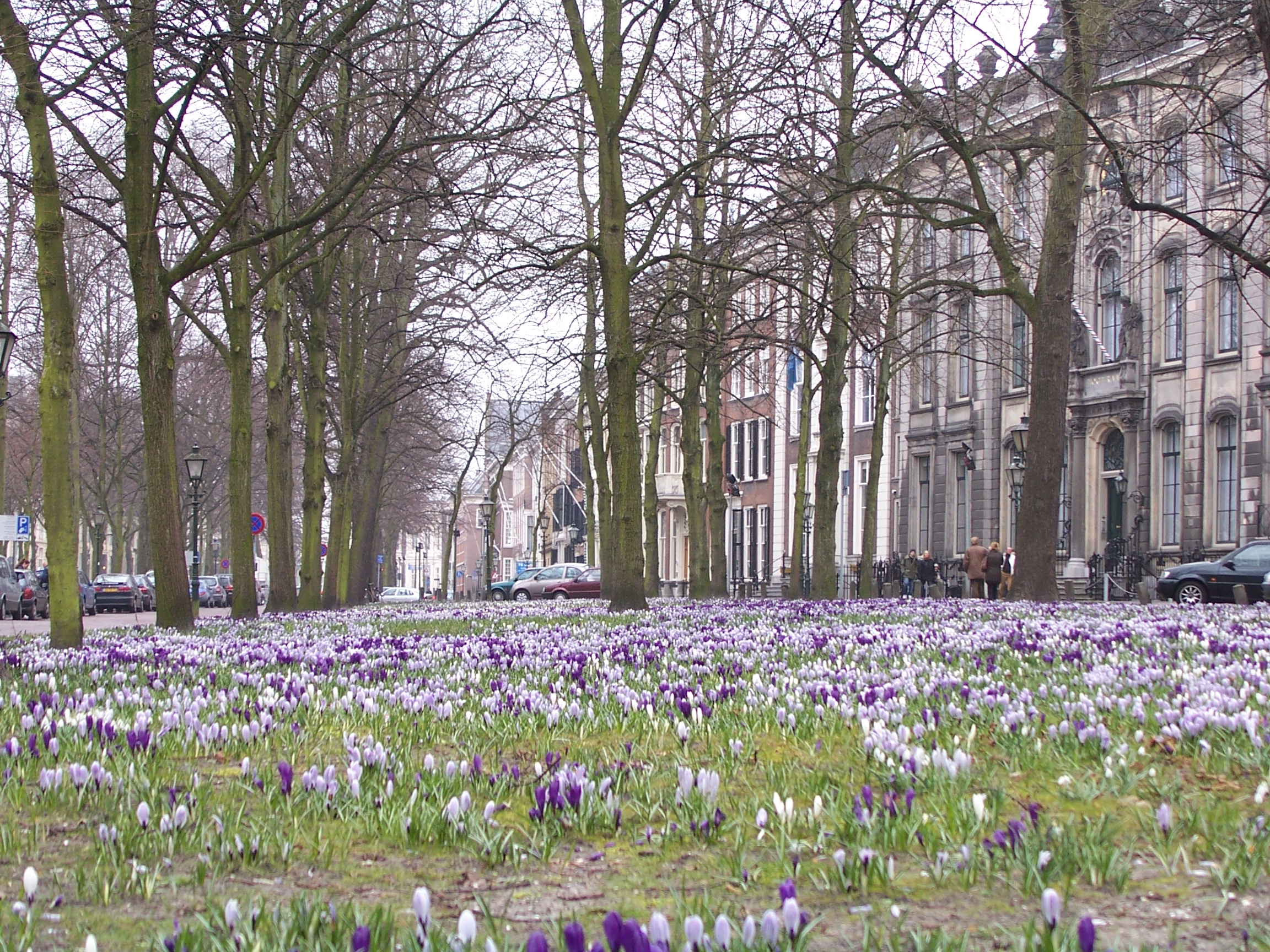
Krokussen op het Voorhout

In 2009 werd het Lange Voorhout gerenoveerd. Tot drie meter diepte werd de grond open gegraven om een constructie aan te brengen die de boomwortels zou moeten beschermen. Ook werden er betonplaten aangebracht om de beelden voor de jaarlijkse beeldententoonstelling te kunnen plaatsen. Over dit geheel werden schelpen gelegd, zoals er vroeger ook lagen. Er werden nieuwe bankjes geplaatst waar bezoekers rug aan rug kunnen zitten.
Op het plein werd door de gemeente Den Haag een nieuw soort straatverlichting geplaatst, die door de toepassing van ledverlichting ook het bladerdak van de monumentale bomen belicht. De ledlampen zijn bestuurbaar en kunnen op de kunstobjecten worden gericht die 's zomers op het Lange Voorhout worden geplaatst. De gouden kroontjes op de lantaarns geven de vaste route aan die de Gouden Koets tijdens Prinsjesdag rijdt.

## Bekende gebouwen

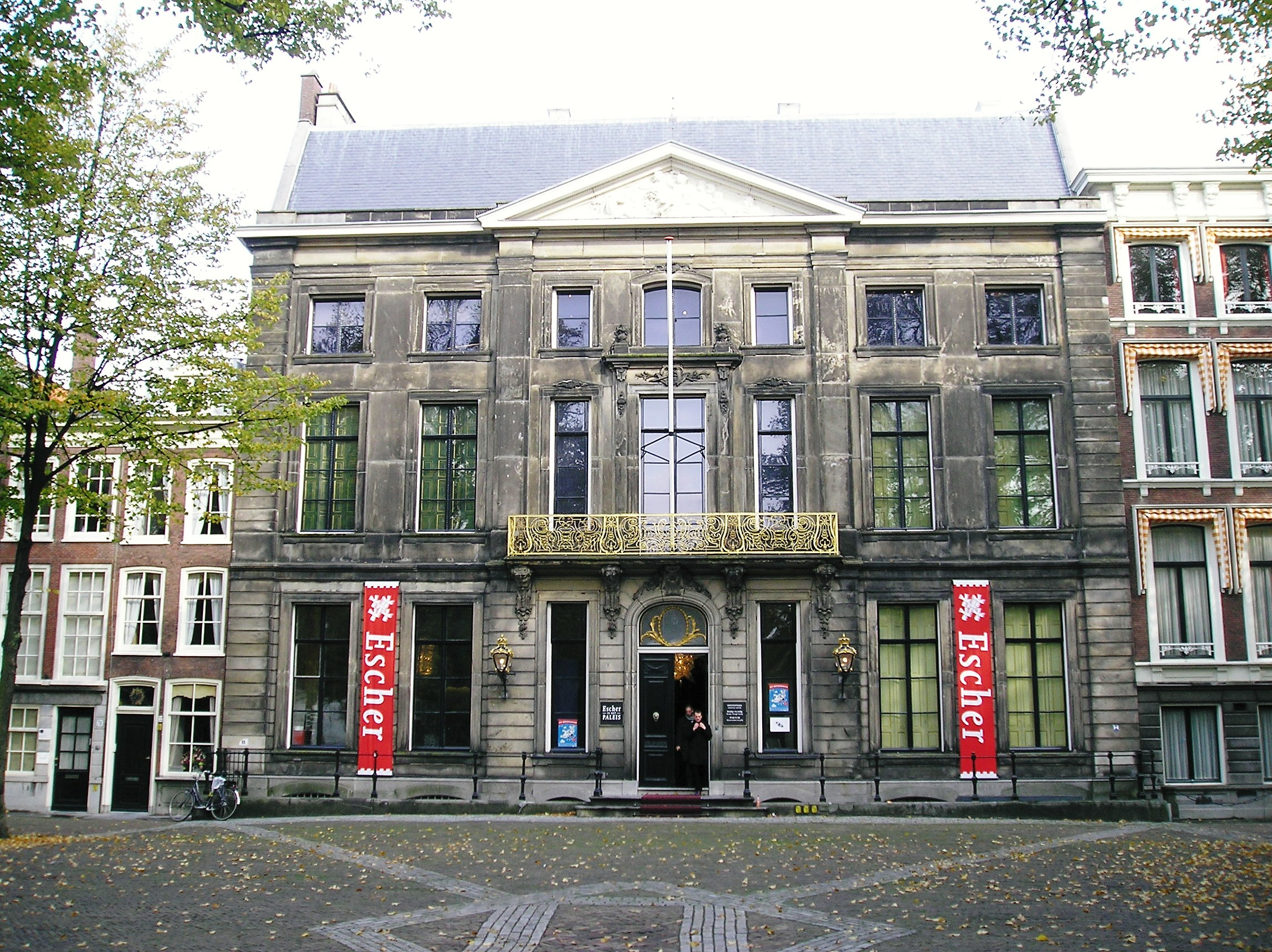
Paleis Lange Voorhout.

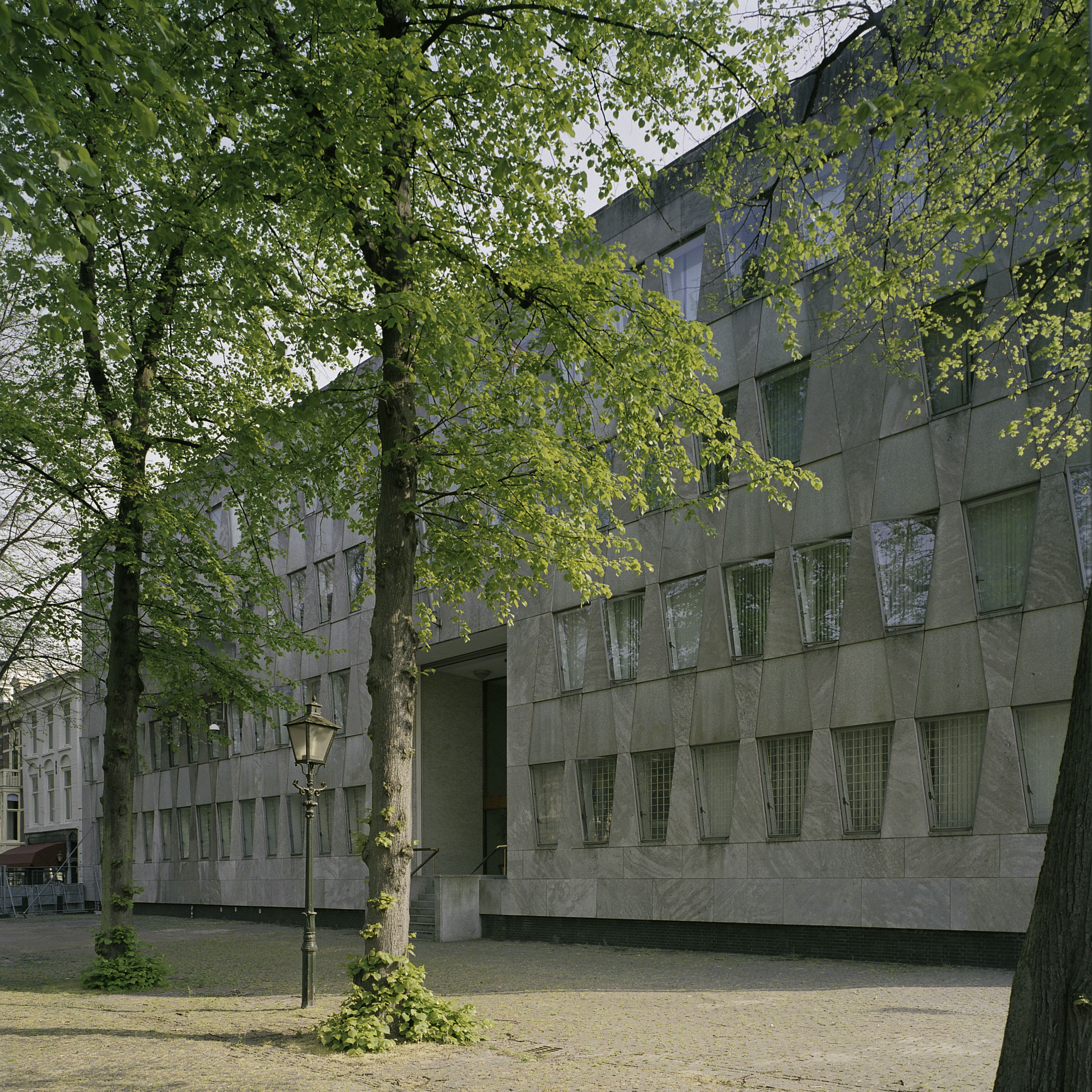
Voormalige Amerikaanse ambassade.

Tot de bekende gebouwen aan het Lange Voorhout behoren onder meer de Kloosterkerk (nr. 2), het Pagehuis (nr. 6), het voormalige onderkomen van de Hoge Raad (nr. 34, voor 1988: Huis Huguetan), Hotel Des Indes (nr. 54-56) en het Paleis Lange Voorhout (nr. 74, sinds 2002 Kunstmuseum "Escher in Het Paleis"). Tussen de vaak grote panden is ook het smalste woonhuis van Den Haag (breedte 183 cm) te vinden op nr. 32A. Aan de overkant zijn Theater Diligentia (nr. 5), Pulchri Studio (nr. 15), Bodega De Posthoorn (nr. 39a) gevestigd.
Ook diverse ambassades staan aan het Lange Voorhout. Al voor de aanslagen op 11 september 2001 werden die van de Verenigde Staten (nr. 102) en het Verenigd Koninkrijk (nr. 10) zwaar bewaakt. Het pand van de - sinds begin 2018 voormalige - Amerikaanse ambassade stamt uit 1959 en werd ontworpen door architect Marcel Breuer. Op nr. 42, de voormalige woning van Theodore baron de Smeth van Deurne, bevindt zich de ambassade van Zwitserland, op nr. 50 die van Spanje en op nr. 58 die van Oostenrijk.

## Monumenten

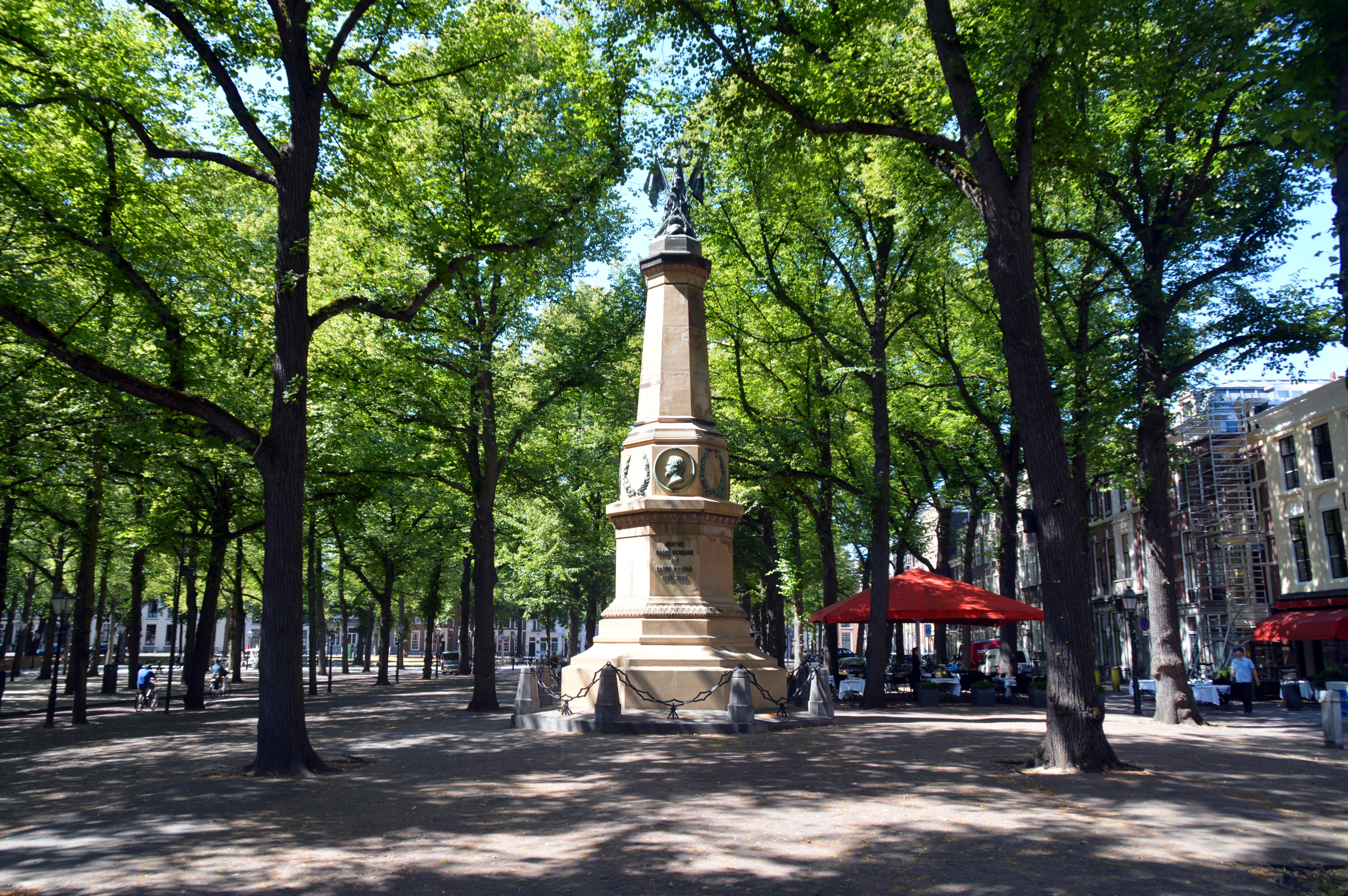
Monument hertog Karel Bernhard van Saksen-Weimar-Eisenach

Behalve de monumentale gebouwen staan er drie monumenten op het Lange Voorhout: het monument voor koningin Emma, dat voor hertog Karel Bernhard von Saksen-Weimar (1792 - Liebenstein (Saksen), 1862) en de waterpomp.
- Het monument voor koningin Emma is een soort zitbank. Op de rug en op de achterkant staan de volgende teksten:
  - In dankbare herinnering aan, en ter vererende nagedachtenis van H.M. Koningin Emma.
  - Aangeboden door de Orde van Vrijmetselaren onder het Grootoosten der Nederlanden in het jaar 1938, vernield in 1940, heropgericht in 1959.
- Het Monument voor de hertog von Saksen-Weimar werd twee jaar na zijn overlijden opgericht en staat aan de kant van het Toernooiveld, bij de voormalige Amerikaanse ambassade. Er staan vier teksten op:
  - Karel Bernard von Saxen Weimar 1792-1862
  - Beschermer van kunst en wetenschap
  - Moedig en beleidvol krijgsman Nederland onwankelbaar getrouw
  - Hulde van tijdgenoten 1866
- De pomp is een rijksmonument. Hij is uit 1715 en staat in de binnenbocht van het Voorhout.

Zie ook: Lijst van rijksmonumenten in Den Haag/Lange Voorhout

## Diversen
- Sinds 1998 wordt er in de lente jaarlijks een beeldententoonstelling aan het Lange Voorhout gehouden onder de noemer Den Haag Sculptuur.
- Rond Koninginnedag, en dus ook tijdens KoninginneNach, was er op het Lange Voorhout kermis. Deze is nu verplaatst naar het Malieveld en heeft plaatsgemaakt voor muziekpodia met optredens en Koningsmarkt.[7][8]

## Afbeeldingen
Aan het Lange Voorhout staan aan de even kant (buitenbocht) o.a. de volgende panden:

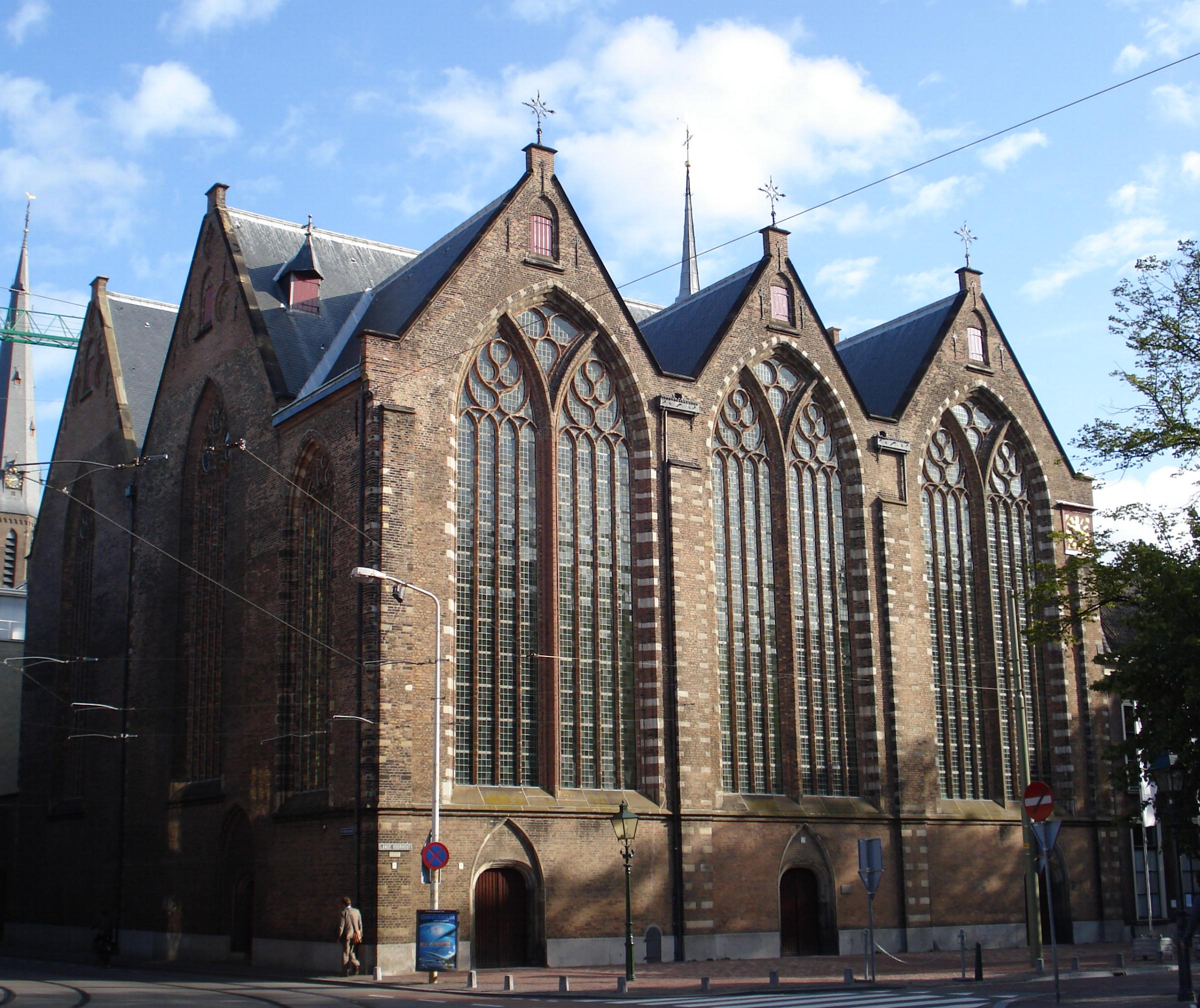
nr 4: Kloosterkerk
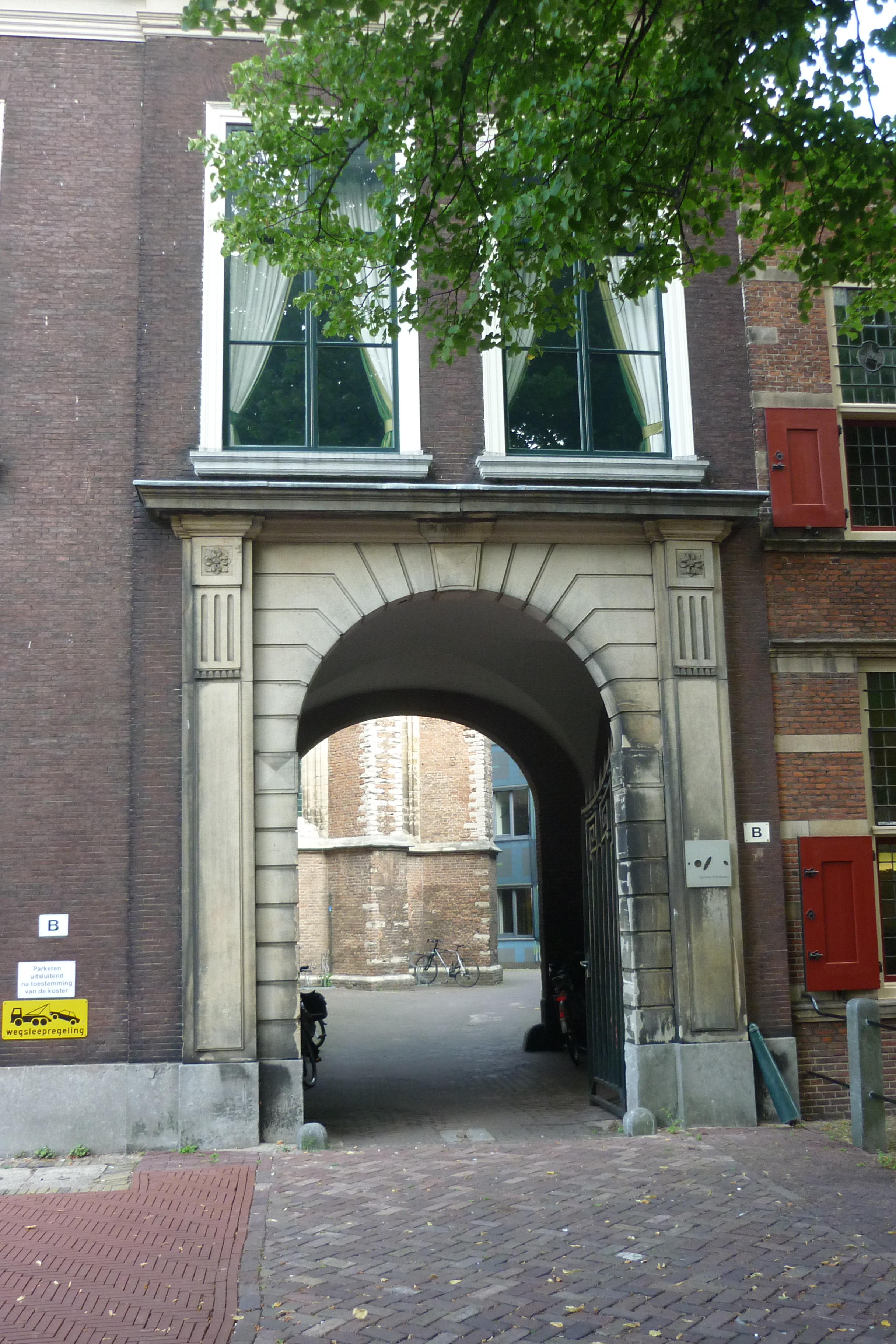
Poort tussen nrs 4 en 6
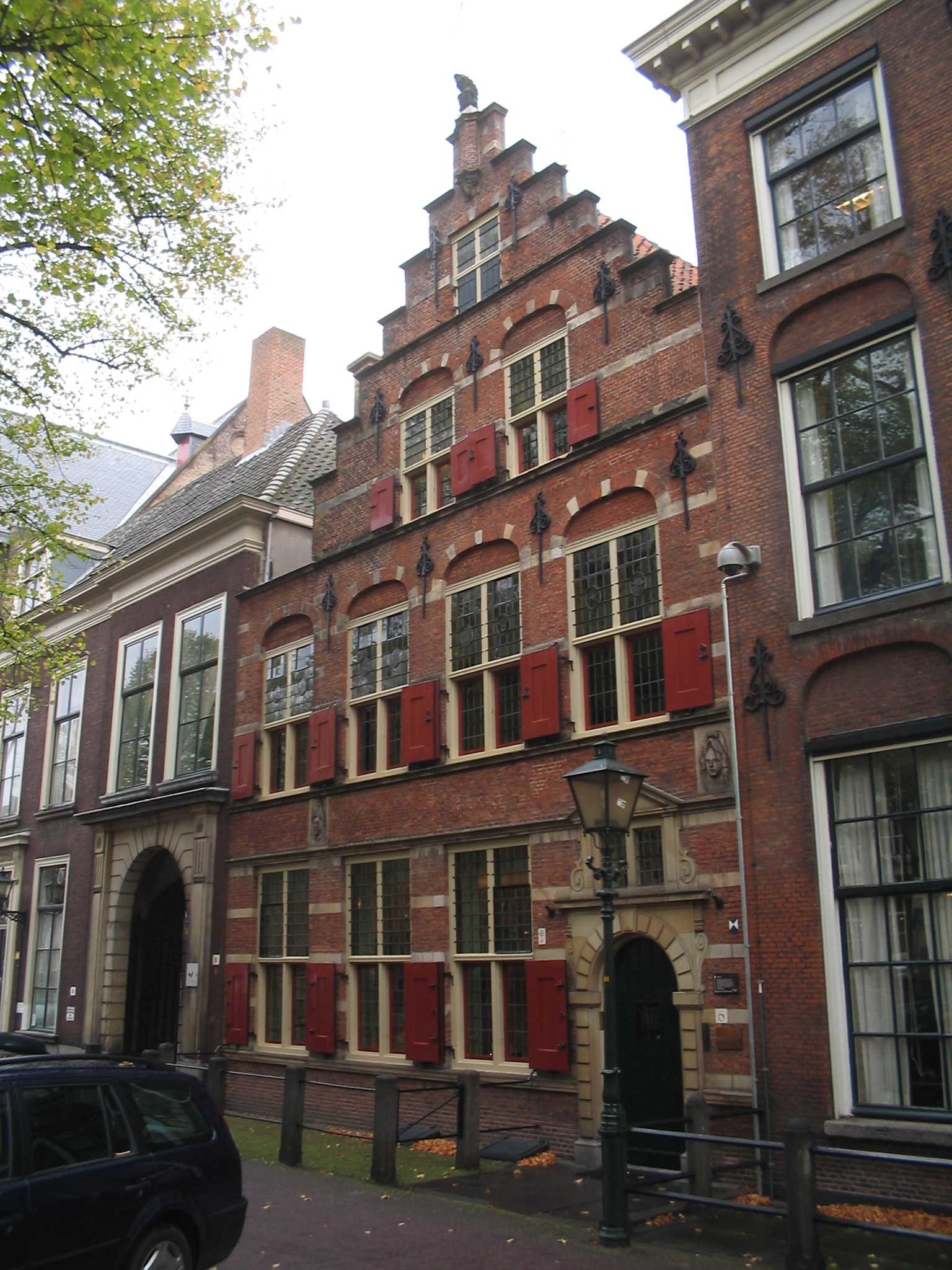
nr 6: Pageshuis
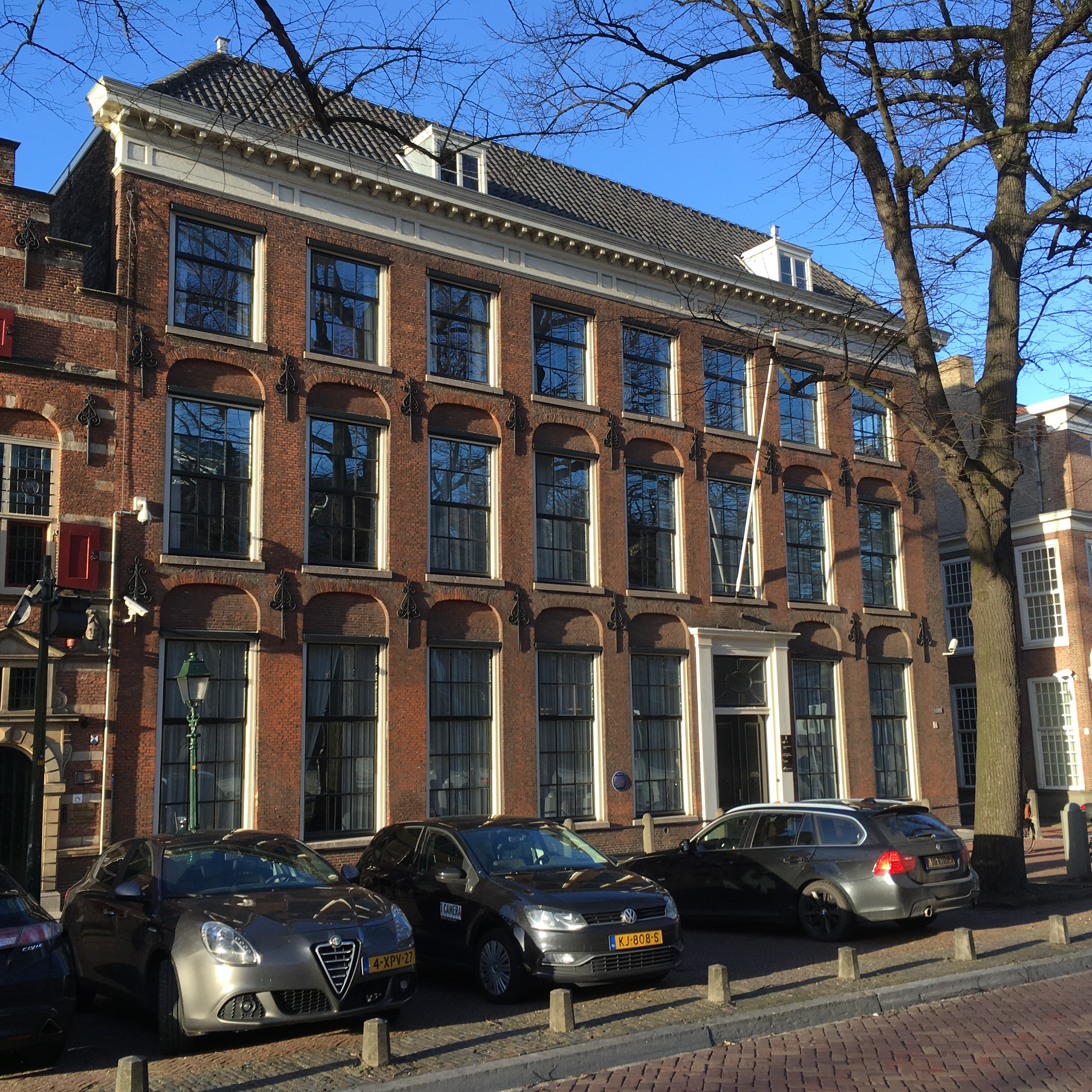
nr 8: Algemene Rekenkamer
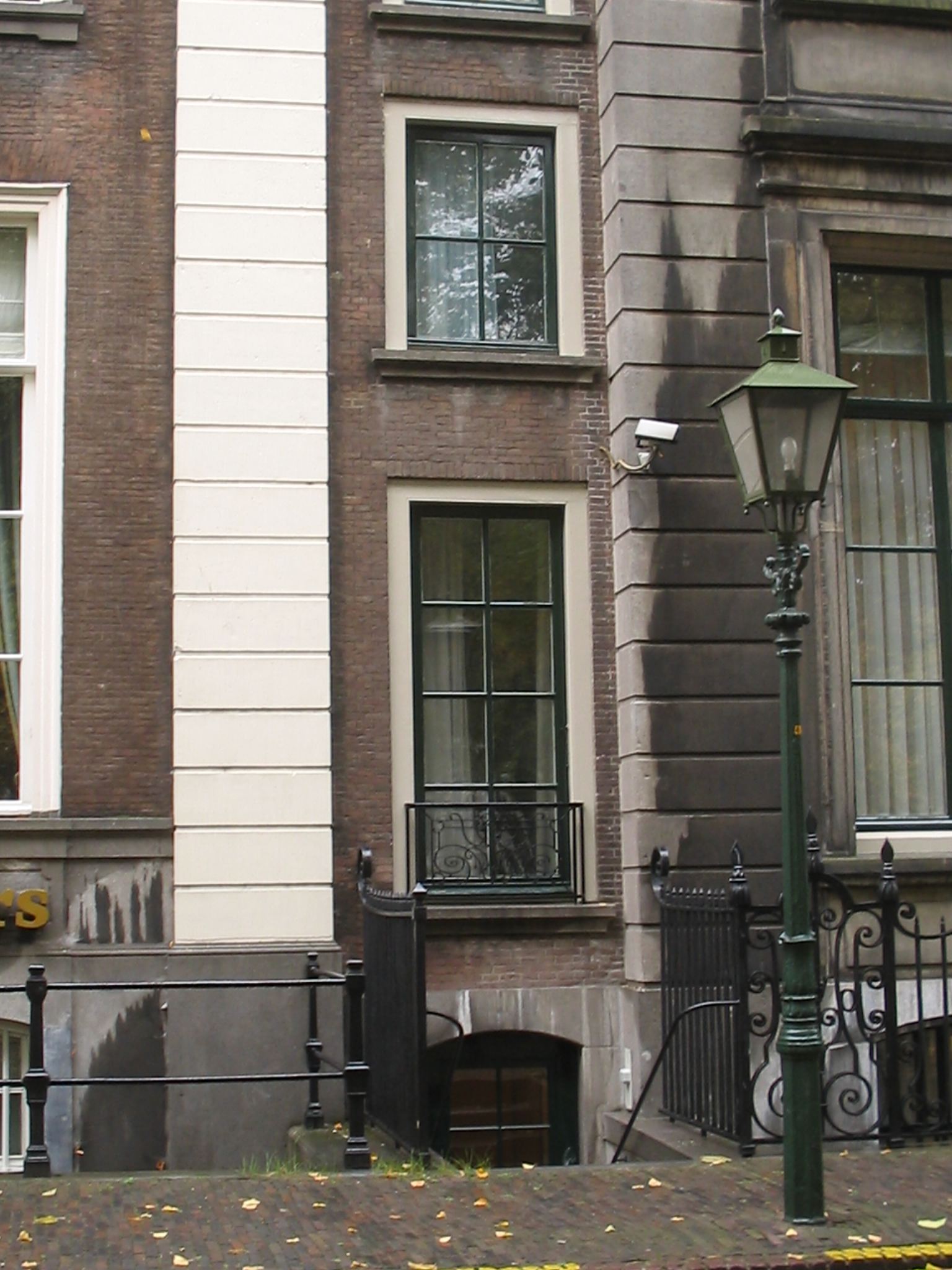
Smalste huis van Den Haag (183 cm breed)
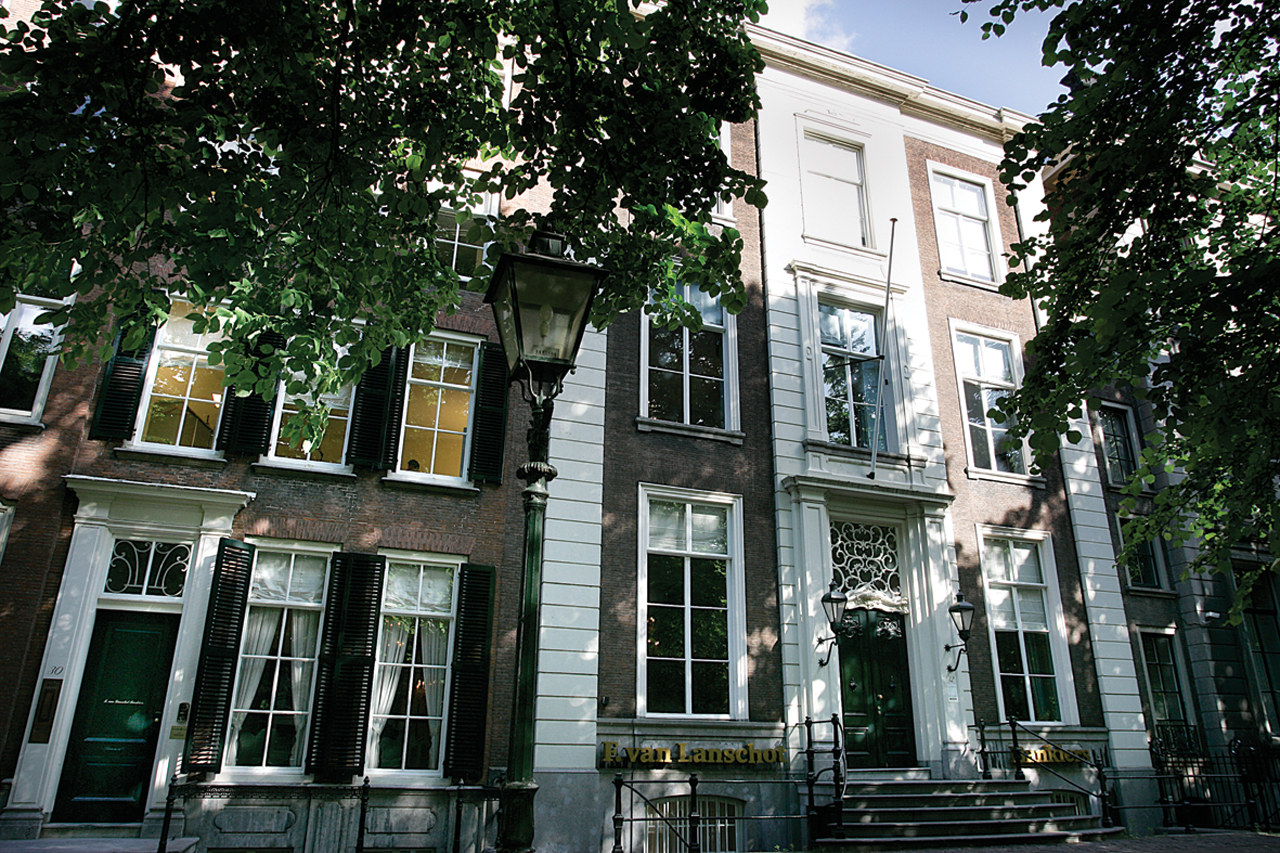
nrs 30-32: Van Lanschot
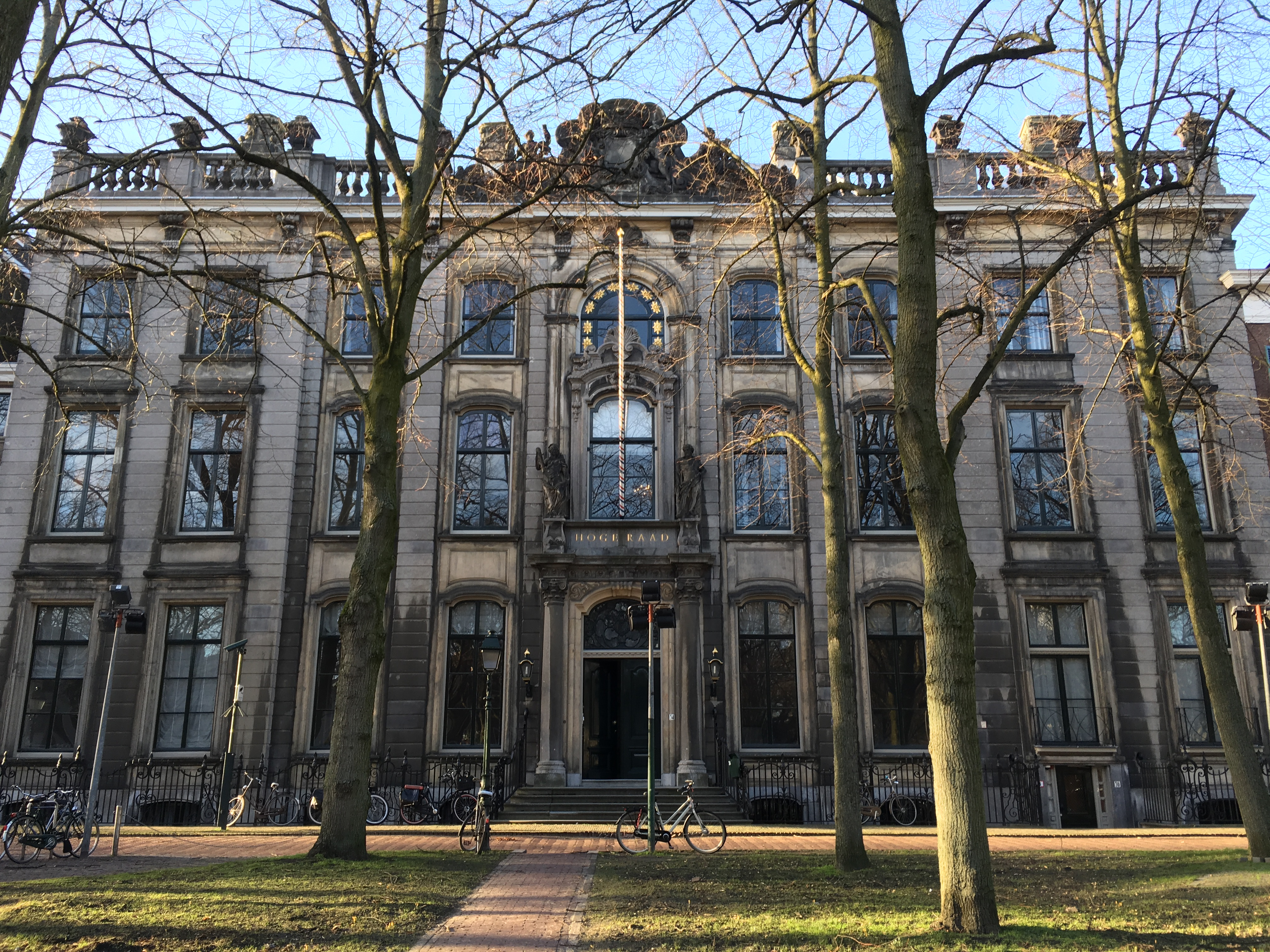
nr 34: Huis Huguetan
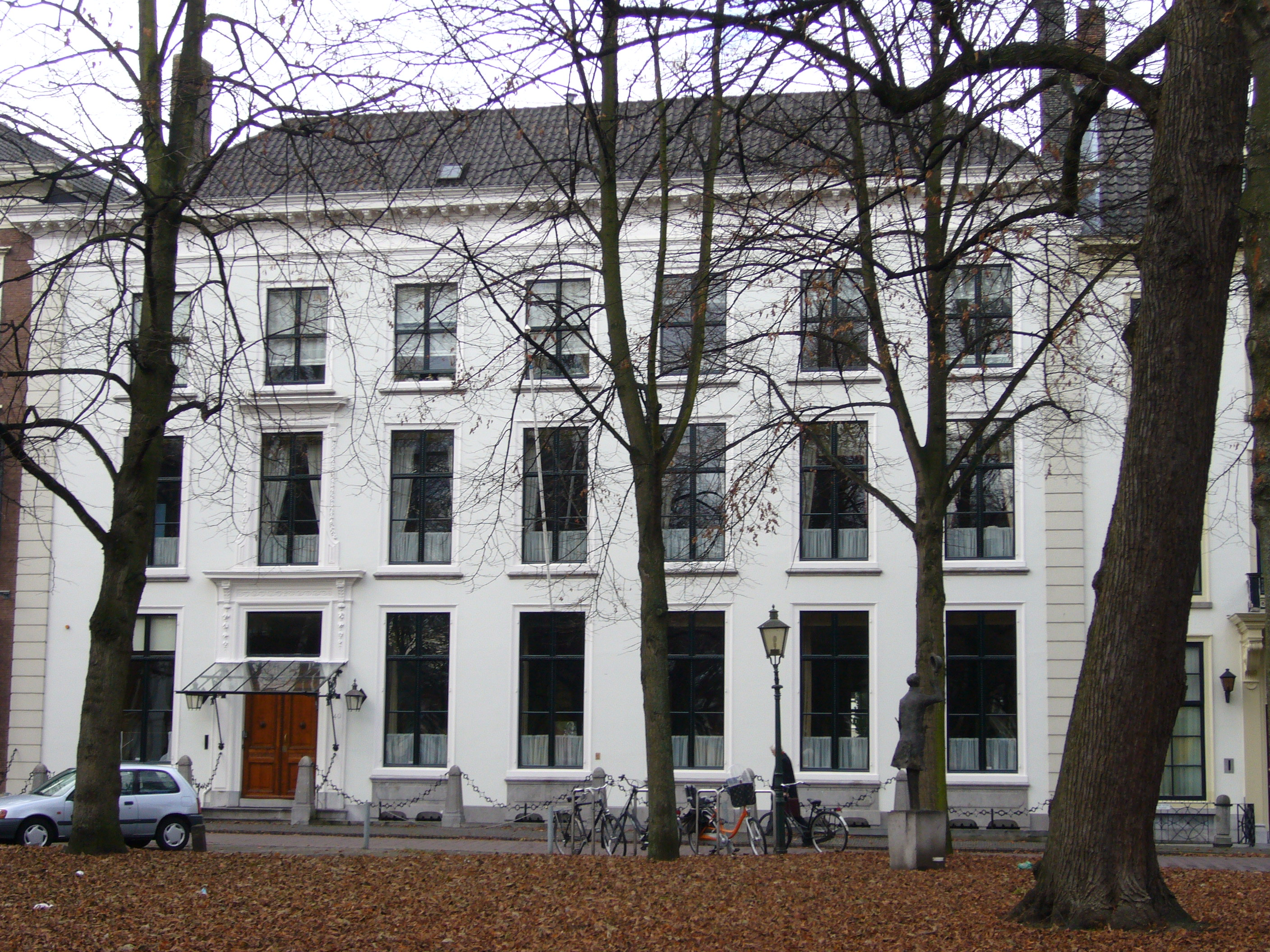
nr 40: Haagsche Club
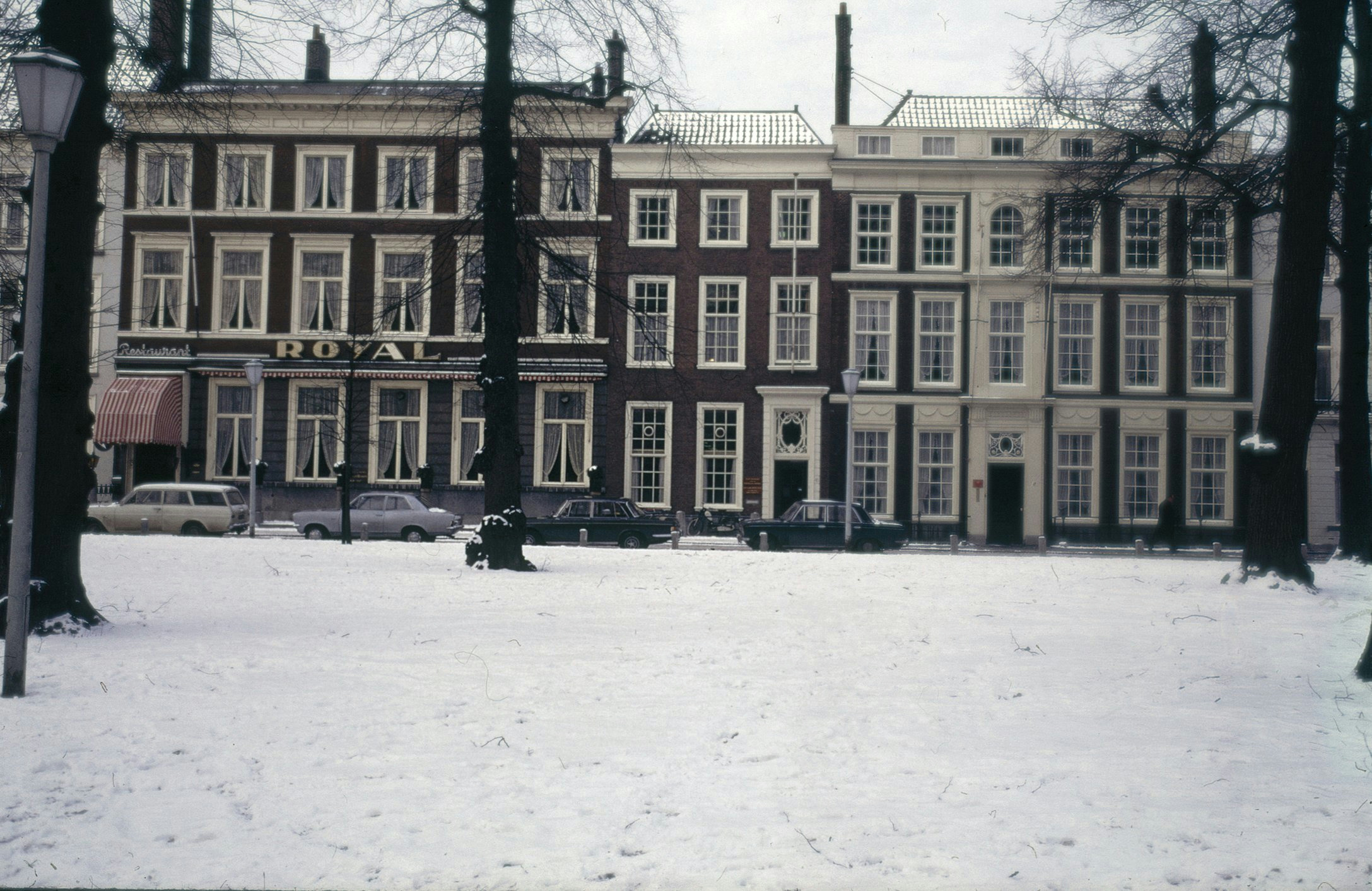
nr 44: Royal
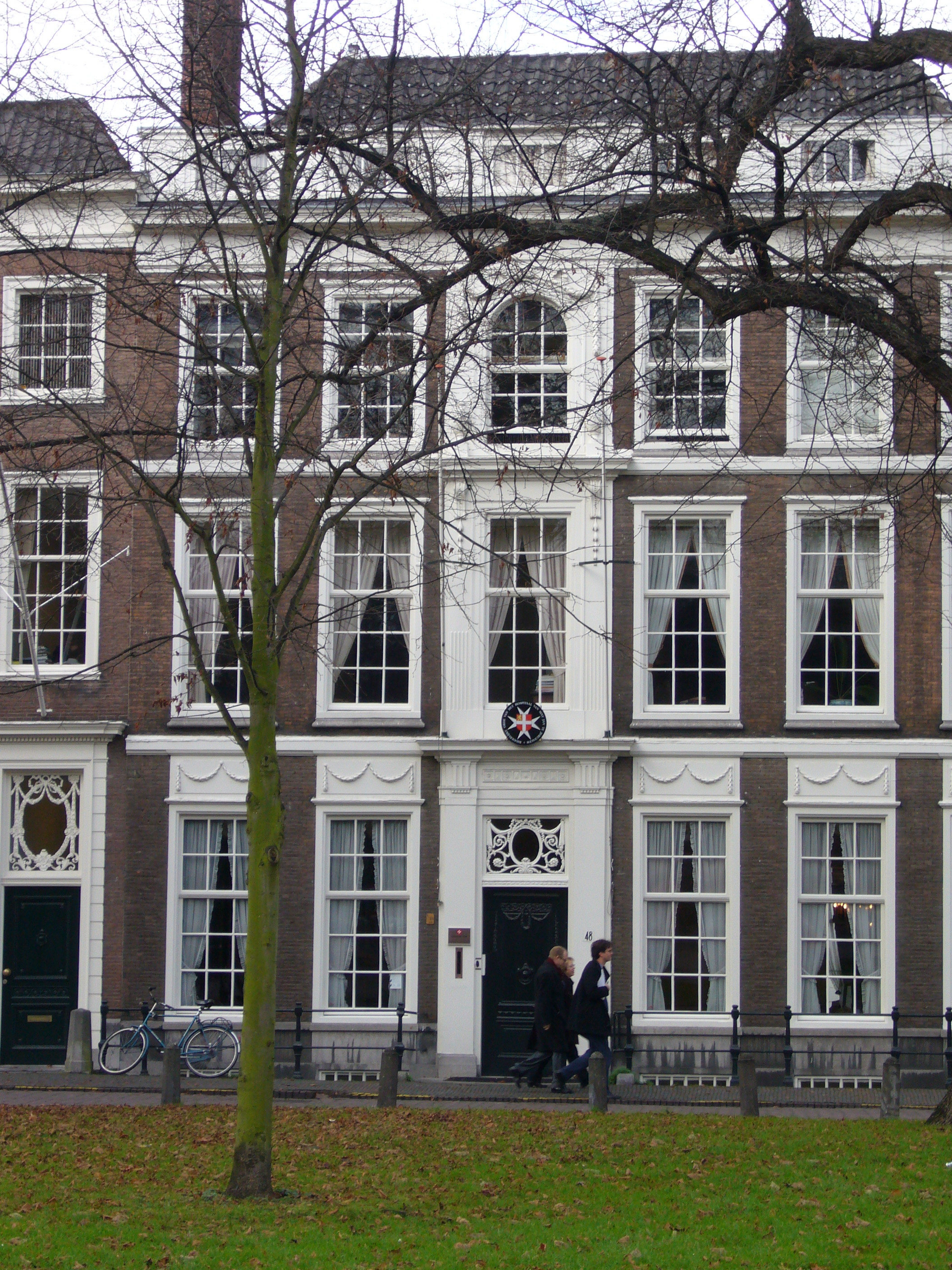
nr 48: Johanniter Orde
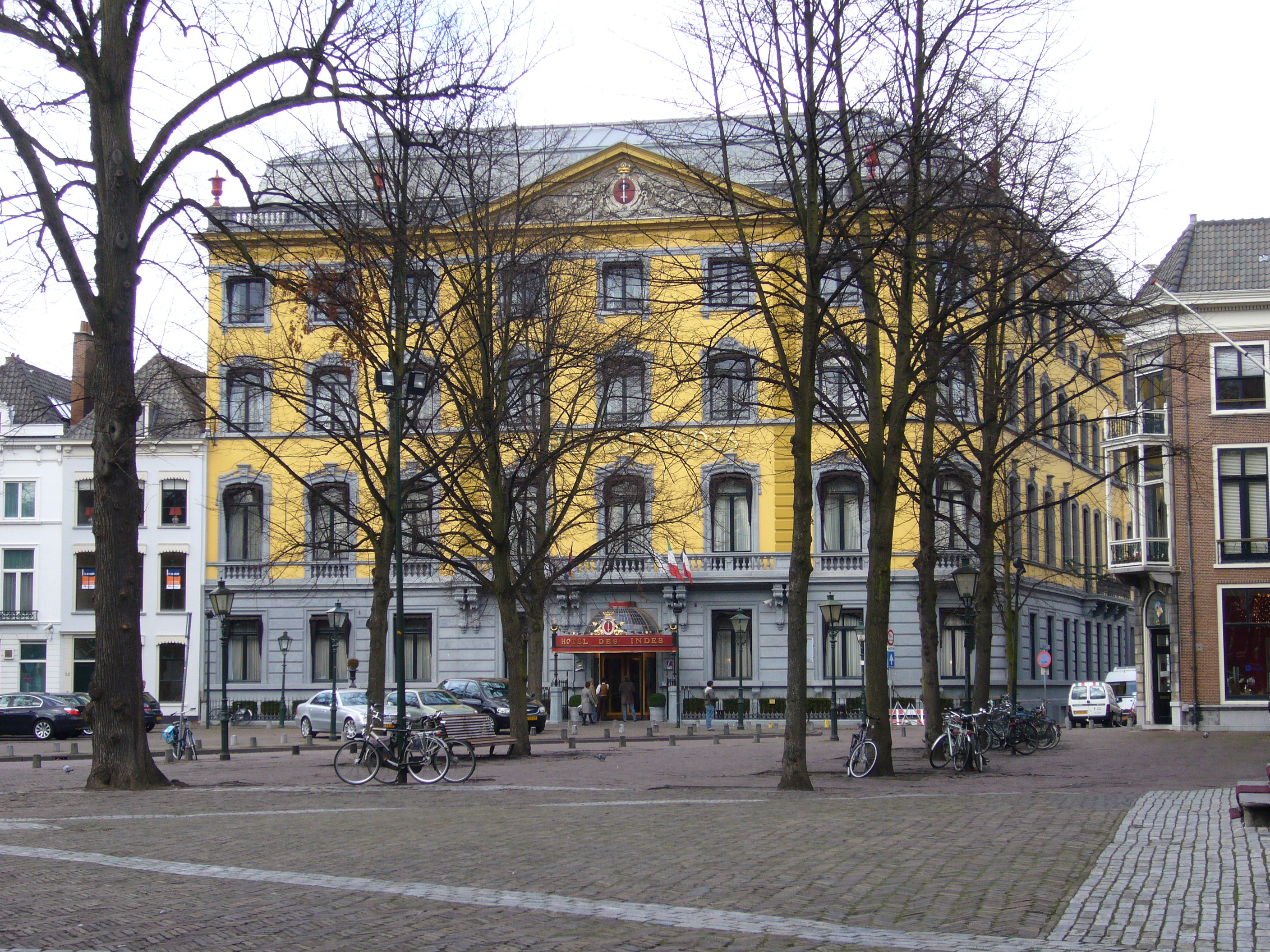
nr 54-56: Hotel Des Indes
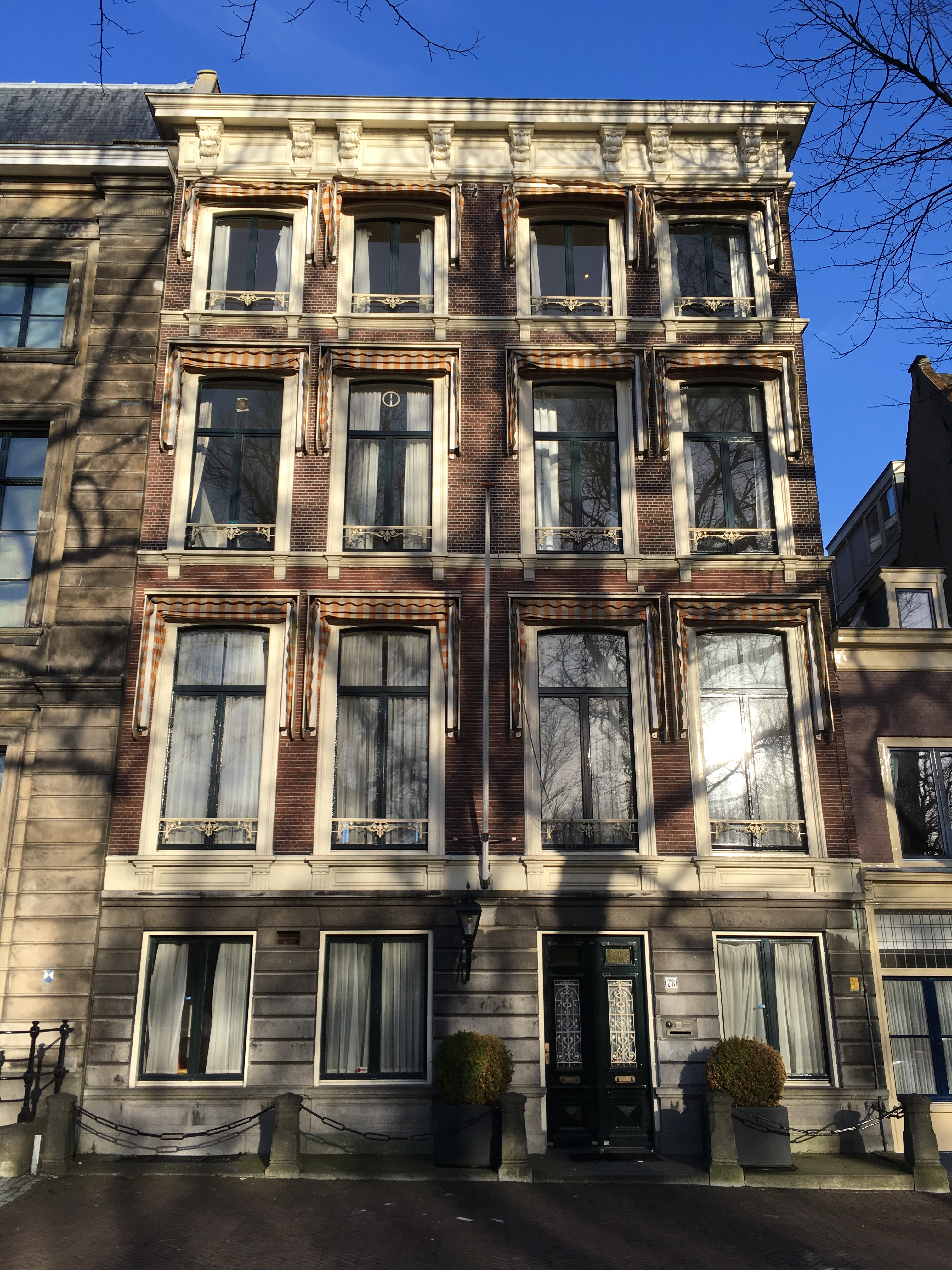
nr 78: Russenhuis

Aan het Lange Voorhout staan aan de oneven kant (binnenbocht) de pomp en o.a. de volgende panden:

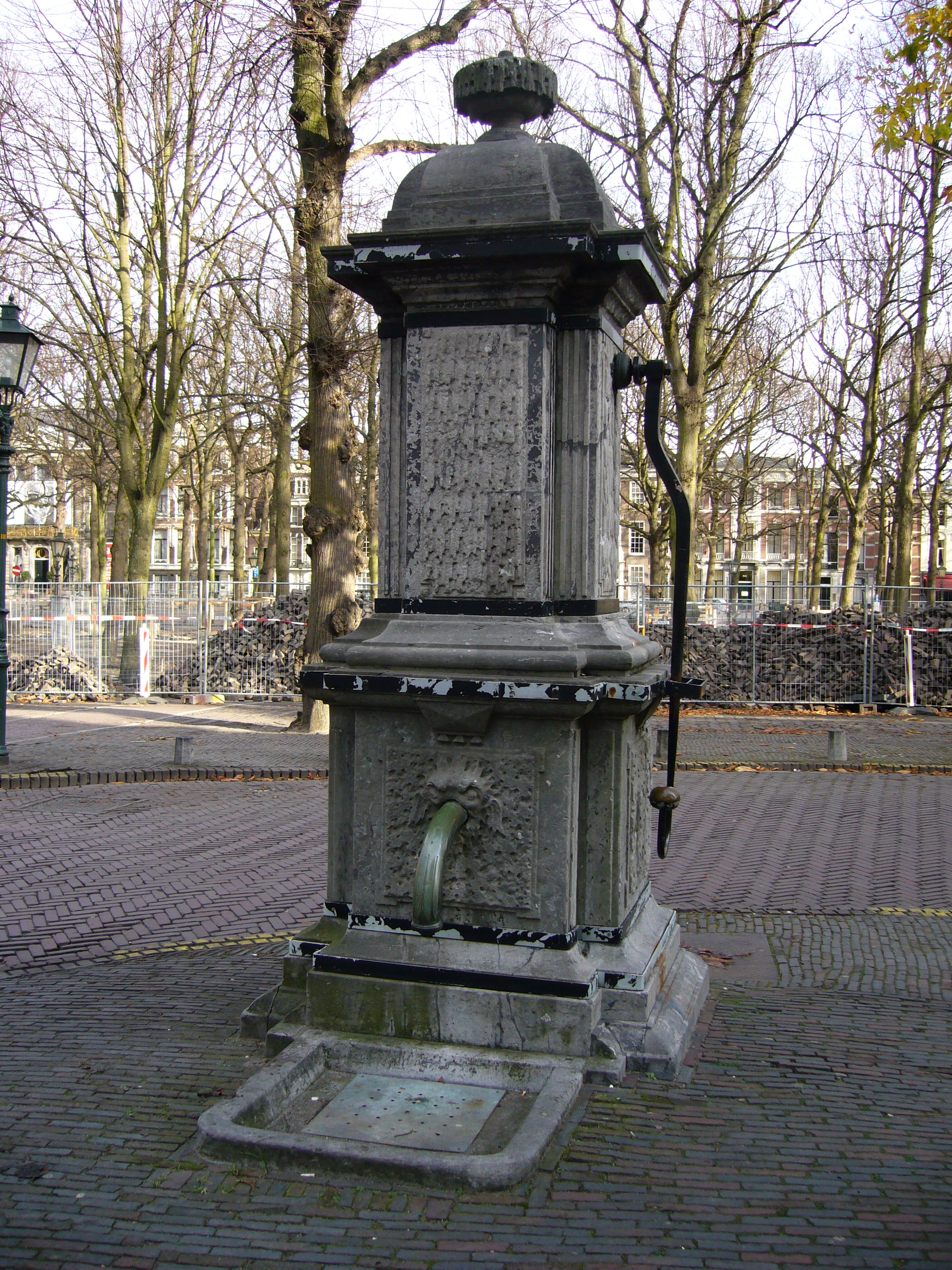
De pomp, 1715
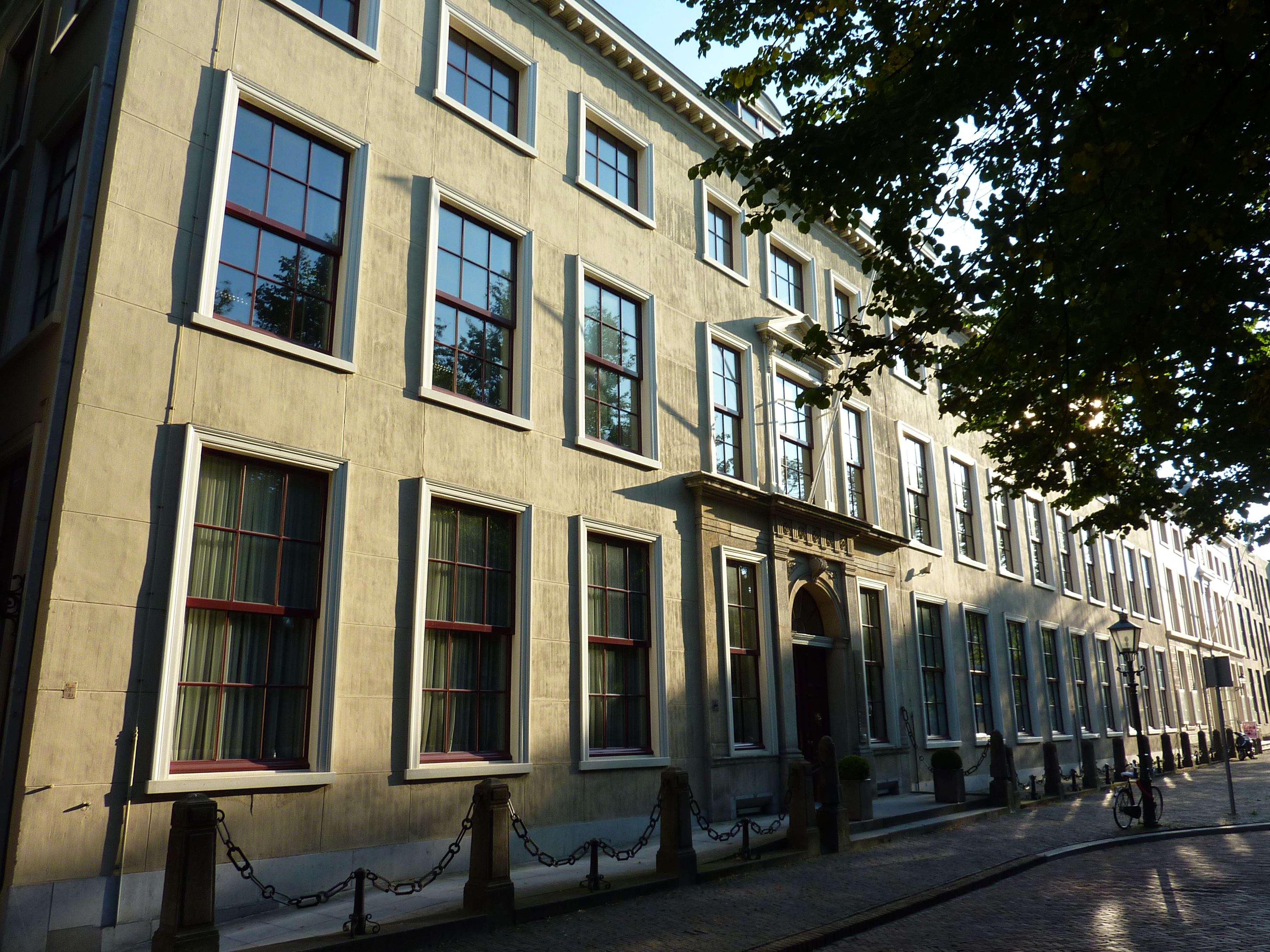
nr 5: Hoofdkwartier van de Opperbevelhebber
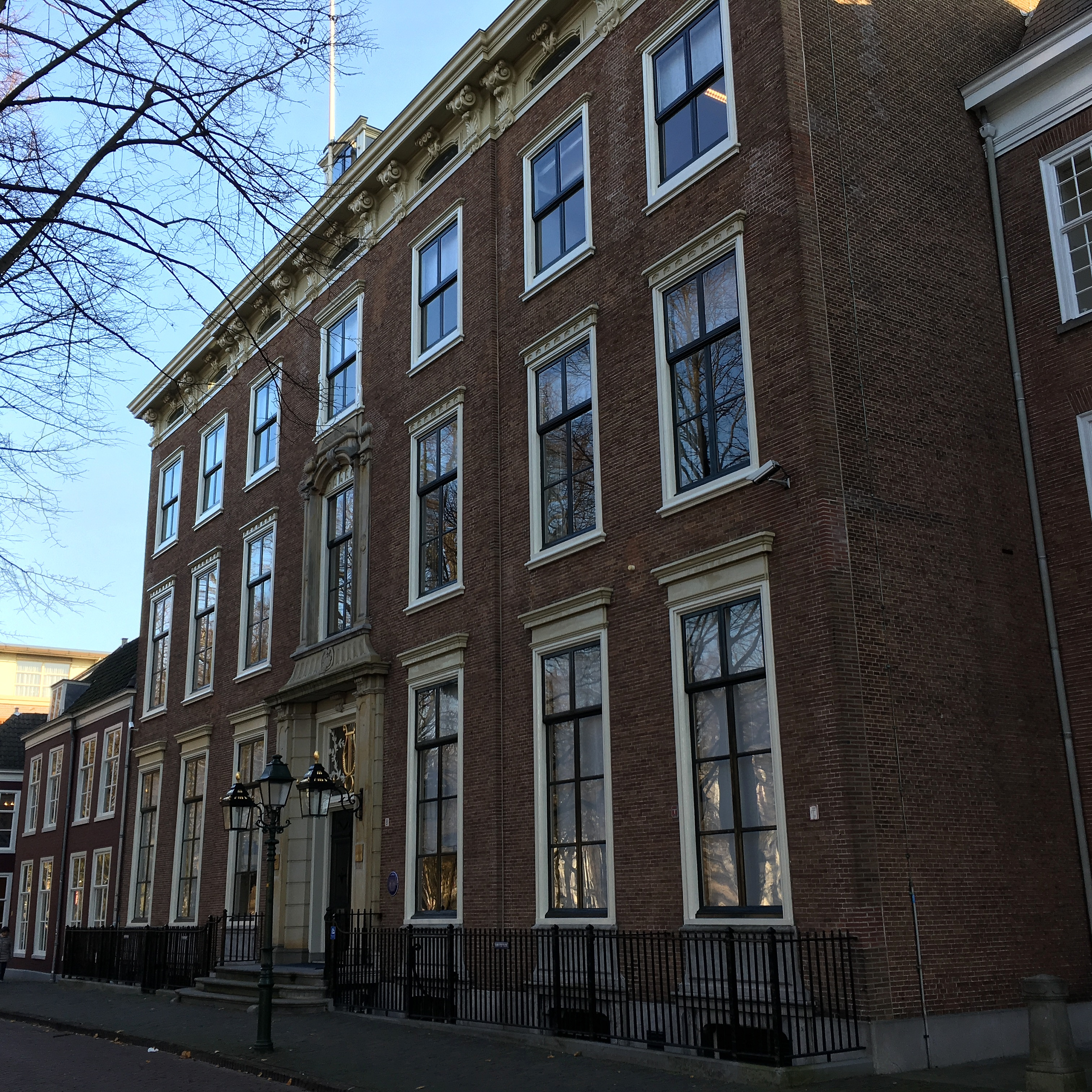
nr 13: Paleis van prinses Sophie, groothertogin van Saksen-Weimar-Eisenach
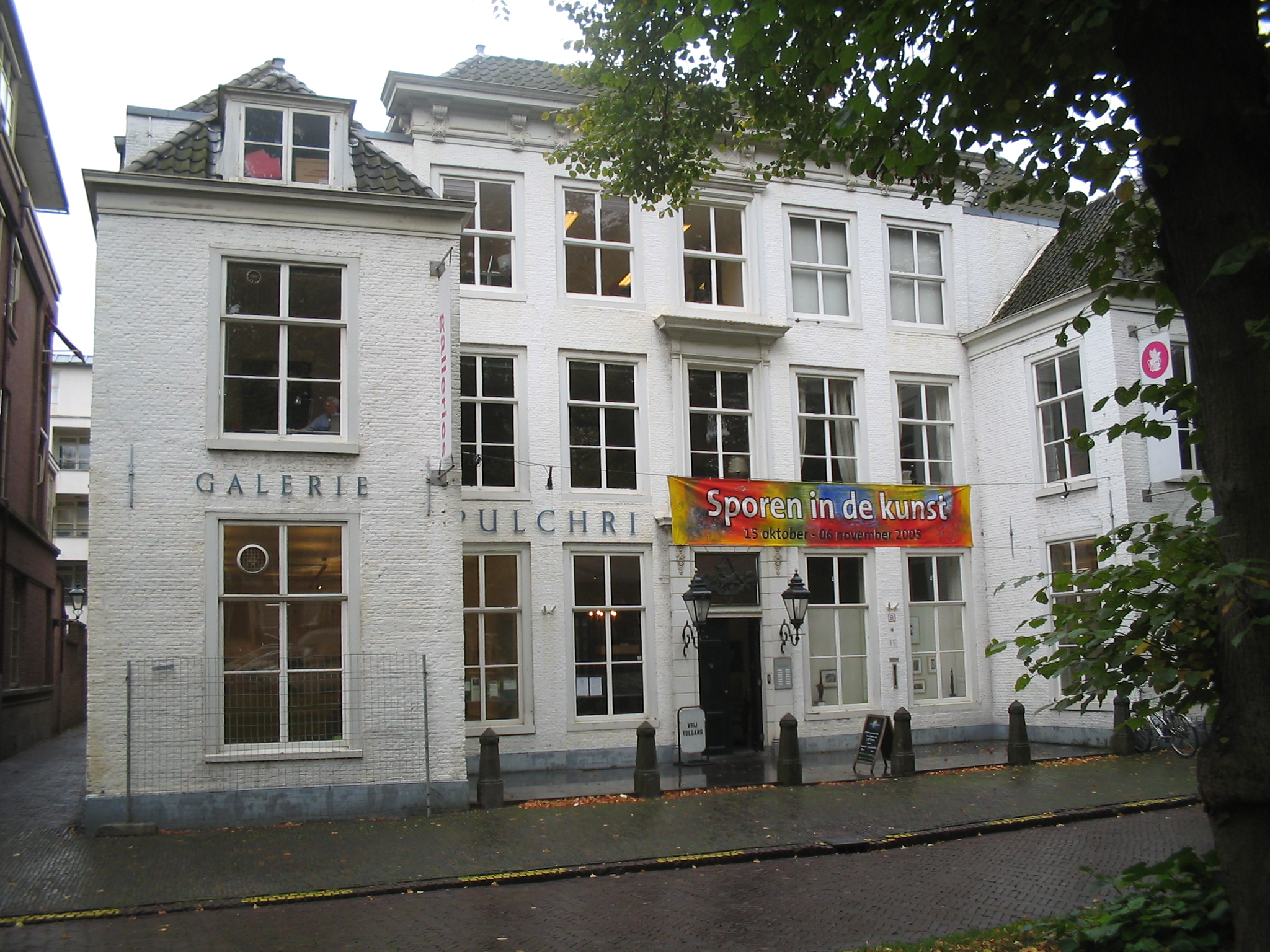
nr 15: Pulchri Studio
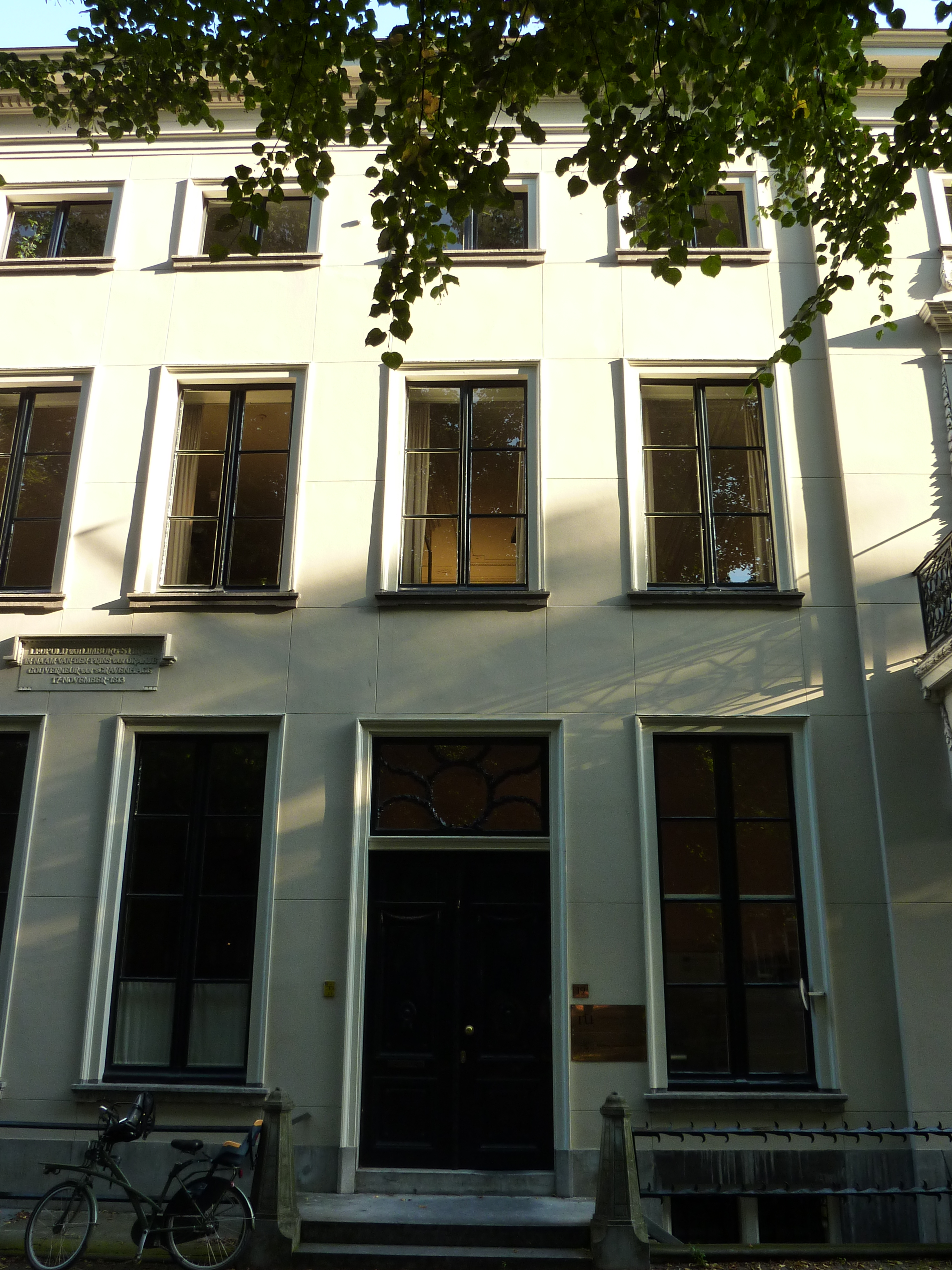
nr 19: Huis Leopold graaf van Limburg Stirum (Driemanschap van 1813)
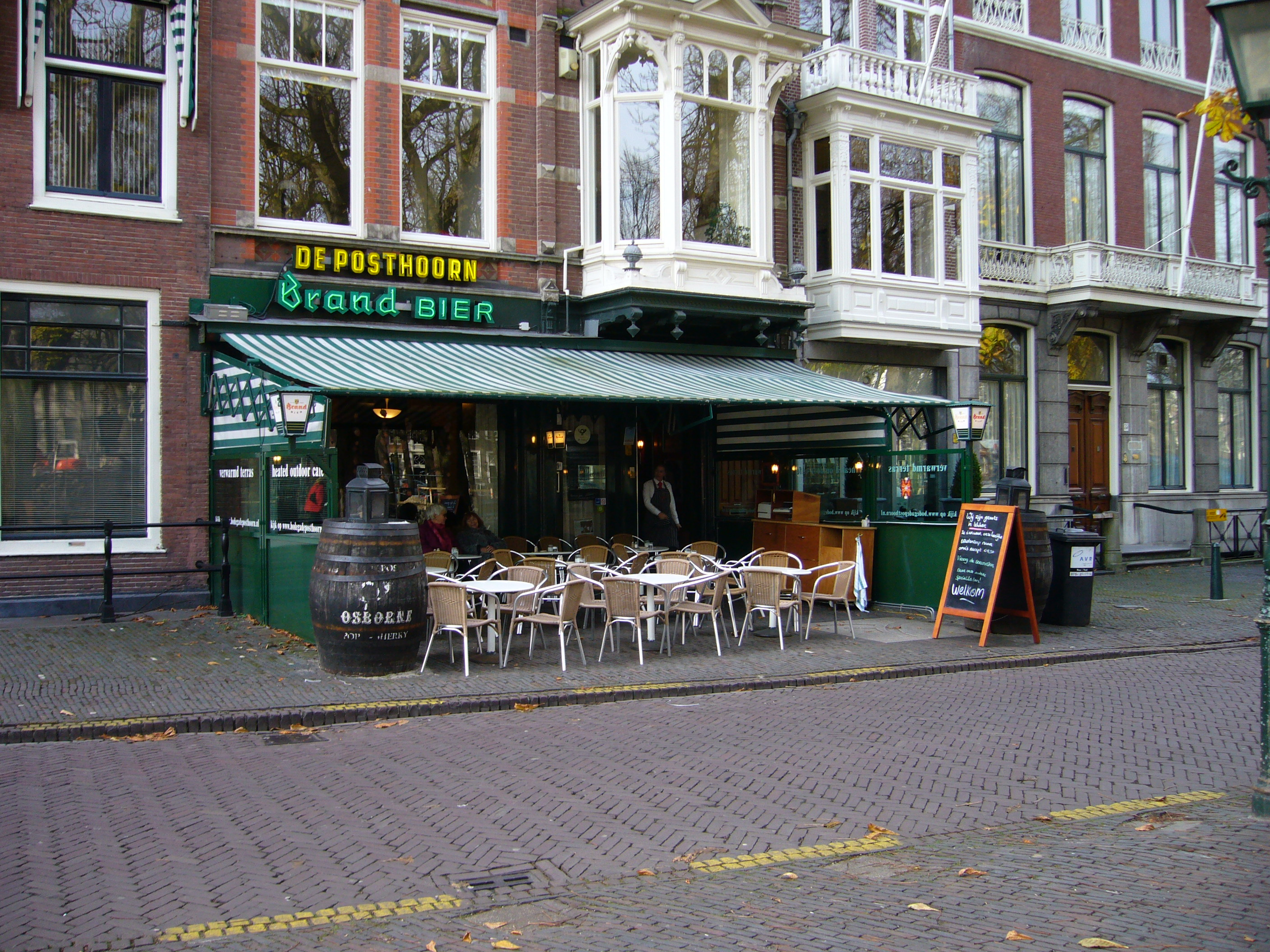
nr 39: Bodega De Posthoorn

- MusicBrainz: 5dc13853-3f2b-487f-bb0f-52553ec0d826
- Virtual International Authority File: 315147923